# Анточ, Константин Григорьевич
Константин Григорьевич Анточ (рум. Constantin Antoci; род. 1949, с. Михайловка, Чимишлийский район, Молдавская ССР, СССР) — советский и молдавский государственный и политический деятель. Министр внутренних дел Республики Молдова (1992—1997). Генерал-лейтенант полиции.

## Образование
- Высшее политическое училище имени 60-летия ВЛКСМ МВД СССР

## Карьера
Работал в органах внутренних дел. С 1983 по 1984 год первый заместитель начальника Бельцкого городского отдела милиции. В 1984 году переведён на должность начальника Комратского районного отделения милиции. С 1987 года заместитель начальника одного из отделов МВД МССР, а уже в 1989 году становится заместителем министра внутренних дел МССР -Республики Молдова.
В 1992–1997 годах был министром внутренних дел Республики Молдова в двух правительствах Сангели. Участвовал в Приднестровском конфликте. В 1997 году назначен Генеральным директором Департамента по гражданской обороне и чрезвычайным ситуациям. Член Межведомственной комиссии по защите государственной тайны. В 1997 году снят с должности министра внутренних дел Республики Молдова, при этом оставаясь работать в правительстве.
В январе 1997 года Анточ перешёл на работу в Госканцелярию, а с 1999 по 2001 год работал начальником Департамента чрезвычайных ситуаций. Работал в министерстве информационного развития Республики Молдова.